# Cá chuồn gành
Cá chuồn gành, tên khoa học Cypselurus poecilopterus, còn gọi là Cá chuồn vây vằn, hay cá chuồn vây vàng, là một loài cá chuồn trong họ Exocoetidae.